# Tammingaborg (Bellingeweer)
De Tammingaborg was een borg bij Bellingeweer. De borg stond ook bekend als het Huis te Bellingeweer. De borg wordt voor het eerst genoemd rond 1400 als deze bewoond wordt door Onno Tamminga. Tot in de achttiende eeuw blijft het huis in bezit van een Tamminga. Bekend is dat vanaf 1732 de latere dichteres Clara van Sytzama met haar vader en stiefmoeder Geertruida Foek van Burmania het huis bewoont.
De eigenlijke borg is in 1820 gesloopt. Ter plaatse werd een groot herenhuis gebouwd. Het borgterrein werd uiteindelijk opgenomen in het uitbreidingsplan van Winsum en bebouwd met huizen. De borgstee en de gedeeltelijk gedempte binnengracht zijn daarbij gespaard gebleven. 
Tijdens renovatiewerkzaamheden aan hertenkamp ‘De Borgstee’ in najaar 1999 heeft de werkgroep Archeologie van de Historische Vereniging Winsum-Obergum talrijke bijzondere vondsten gedaan.

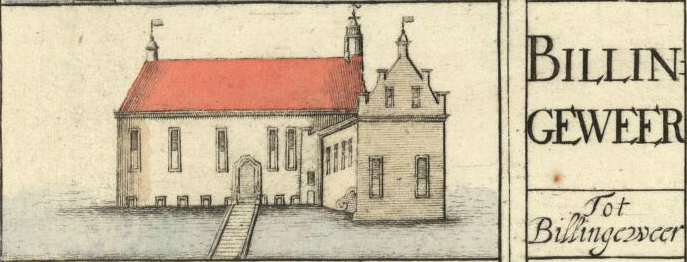
De borg op de kaart van Willem en Frederik Coenders van Helpen (1678)
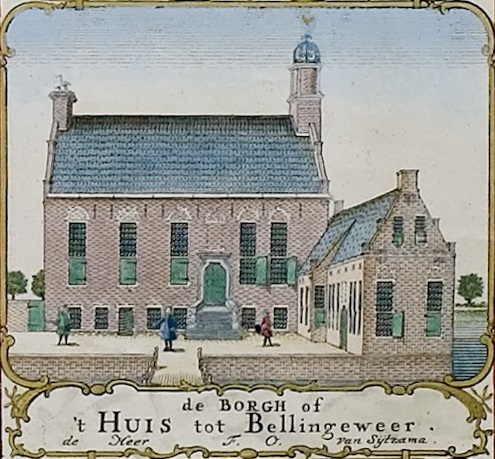
De borg op de kaart van Theodorus Beckeringh (1781)